# ベラスト・ゾルターン
ベラスト・ゾルターン（Verrasztó Zoltán、1956年3月15日 - ）は、ハンガリー・ブダペスト出身の元男子競泳選手。200m背泳ぎの1980年モスクワオリンピック銀メダリスト、1975年世界選手権と1977年ヨーロッパ選手権の金メダリストである。また、400m個人メドレーでは1980年モスクワオリンピック銅メダリストであり、1976年に世界記録を樹立した選手である。
妹のベラスト・ガブリエラ、元妻のジューロー・モニカ、モニカとの間に生まれた息子のベラスト・ダビドと娘のベラスト・エブリンもハンガリー代表として活躍した競泳選手。

## 経歴
1973年9月、ベオグラードで開催された世界選手権に17歳で出場。200m背泳ぎ決勝では2分01秒87の世界新記録（当時）を樹立したローラント・マッテスに4秒02もの大差をつけられたものの、ジョン・ネーバーを1秒02抑えて銀メダルを獲得した。
1975年7月、カリで開催された世界選手権に出場。200m背泳ぎ決勝でマーク・トネリに0秒73差で競り勝ち、自身初の世界タイトルを獲得した。
1976年4月2日、ロングビーチで開催された全米AAU選手権の400m個人メドレーで4分26秒00をマークし、同じハンガリー人のハージティ・アンドラーシュが1974年に樹立した世界記録（4分28秒89）を3秒近くも更新して世界記録保持者になった。しかし、この世界記録は長くは持たず、3か月後の7月にアメリカ人のロッド・ストラカンによって4分23秒68に塗り替えられた。
1978年8月、西ベルリンで開催された世界選手権に出場。200m背泳ぎ決勝でジェシー・バサロ（2分02秒16）、ゲーリー・ハーリング（2分03秒71）に次いで3位に入り、連覇は逃したものの3大会連続のメダルとなる銅メダルを獲得した。
1980年7月、モスクワで開催されたオリンピックに出場。200m背泳ぎ決勝では同じハンガリー人のウラダール・シャンドールに0秒47及ばなかったものの、マーク・ケリーを0秒74抑えてハンガリー勢のワンツーフィニッシュを達成。自身初のオリンピックメダルを獲得するとともに、ウラダール・シャンドールと共に200m背泳ぎ初のメダルをハンガリーにもたらした。400m個人メドレー決勝では4分22秒89のオリンピック新記録（当時）を樹立したアレクサンドル・シドレンコ、セルゲイ・フェセンコ（4分23秒43）とソ連勢に先着を許したものの、同じハンガリー人のハージティ・アンドラーシュを0秒24抑えて3位に入り、かつて世界記録を樹立した種目で銅メダルを獲得した。
1984年に現役を引退した。
1987年にセンメルヴェイス大学の医学部を卒業し、その後は外科医として活躍している。
2001年に水泳クラブ「Jovo SC」を設立。会長を務める傍ら、2006年からはコーチとしても活動している。

## 家族
妹のベラスト・ガブリエラは1976年モントリオールオリンピック代表、2度の世界選手権ファイナリスト。元妻のジューロー・モニカは1986年マドリード世界選手権代表、複数種目のヨーロッパ選手権ファイナリスト。息子のベラスト・ダビドは400m個人メドレーで2度の世界選手権銀メダリスト、長水路と短水路を通じて6度のヨーロッパチャンピオン。娘のベラスト・エブリンは5度のオリンピアン、長水路と短水路を通じて5度のヨーロッパチャンピオン、200m個人メドレーの元短水路世界記録保持者。

## 主要国際大会の成績
世界水泳連盟のウェブサイトなど参照
| 年             | 大会             | 場所             | 種目                 | 結果           | 記録           | 泳順           | 備考           |
| ハンガリー代表 | ハンガリー代表   | ハンガリー代表   | ハンガリー代表       | ハンガリー代表 | ハンガリー代表 | ハンガリー代表 | ハンガリー代表 |
| -------------- | ---------------- | ---------------- | -------------------- | -------------- | -------------- | -------------- | -------------- |
| 1972           | オリンピック     | ミュンヘン       | 1500m自由形          | 予選24位       | 17分18秒66     |                |                |
| 1972           | オリンピック     | ミュンヘン       | 100m背泳ぎ           | 予選17位       | 1分01秒13      |                |                |
| 1972           | オリンピック     | ミュンヘン       | 200m背泳ぎ           | 7位            | 2分10秒09      |                |                |
| 1973           | 世界選手権       | ベオグラード     | 100m背泳ぎ           | 予選9位        | 1分00秒49      |                |                |
| 1973           | 世界選手権       | ベオグラード     | 200m背泳ぎ           | 銀メダル       | 2分05秒89      |                |                |
| 1973           | 世界選手権       | ベオグラード     | 200m個人メドレー     | 予選10位       | 2分12秒65      |                |                |
| 1973           | 世界選手権       | ベオグラード     | 4x100mメドレーリレー | 8位            | 4分01秒64      | 3泳            |                |
| 1974           | ヨーロッパ選手権 | ウィーン         | 100m背泳ぎ           | 銅メダル       | 58秒78         |                |                |
| 1974           | ヨーロッパ選手権 | ウィーン         | 200m背泳ぎ           | 銀メダル       | 2分04秒96      |                |                |
| 1974           | ヨーロッパ選手権 | ウィーン         | 200m個人メドレー     | 6位            | 2分11秒23      |                |                |
| 1975           | 世界選手権       | カリ             | 100m背泳ぎ           | 8位            | 59秒28         |                |                |
| 1975           | 世界選手権       | カリ             | 200m背泳ぎ           | 金メダル       | 2分05秒05      |                |                |
| 1975           | 世界選手権       | カリ             | 200m個人メドレー     | 5位            | 2分09秒44      |                |                |
| 1976           | オリンピック     | モントリオール   | 100m背泳ぎ           | 準決勝12位     | 58秒63         |                |                |
| 1976           | オリンピック     | モントリオール   | 200m背泳ぎ           | 8位            | 2分08秒23      |                |                |
| 1976           | オリンピック     | モントリオール   | 400m個人メドレー     | 予選28位       | 4分48秒51      |                |                |
| 1977           | ヨーロッパ選手権 | ヨンショーピング | 100m背泳ぎ           | 銀メダル       | 58秒48         |                |                |
| 1977           | ヨーロッパ選手権 | ヨンショーピング | 200m背泳ぎ           | 金メダル       | 2分03秒88      |                |                |
| 1977           | ユニバーシアード | ソフィア         | 100m背泳ぎ           | 銅メダル       | 58秒79         |                |                |
| 1977           | ユニバーシアード | ソフィア         | 200m背泳ぎ           | 金メダル       | 2分05秒60      |                |                |
| 1977           | ユニバーシアード | ソフィア         | 400m個人メドレー     | 銀メダル       | 4分34秒19      |                |                |
| 1978           | 世界選手権       | 西ベルリン       | 100m背泳ぎ           | 予選9位        | 58秒83         |                | [ 注釈 1 ]     |
| 1978           | 世界選手権       | 西ベルリン       | 200m背泳ぎ           | 銅メダル       | 2分03秒90      |                |                |
| 1978           | 世界選手権       | 西ベルリン       | 200m個人メドレー     | 予選15位       | 2分11秒91      |                |                |
| 1978           | 世界選手権       | 西ベルリン       | 4x100mメドレーリレー | 予選9位        | 3分56秒61      | 1泳            |                |
| 1980           | オリンピック     | モスクワ         | 100m背泳ぎ           | 準決勝12位     | 58秒57         |                |                |
| 1980           | オリンピック     | モスクワ         | 200m背泳ぎ           | 銀メダル       | 2分02秒40      |                |                |
| 1980           | オリンピック     | モスクワ         | 400m個人メドレー     | 銅メダル       | 4分24秒24      |                |                |
| 1980           | オリンピック     | モスクワ         | 4x100mメドレーリレー | 6位            | 3分50秒29      | 3泳            |                |